# Vîșneve, Șepetivka
Vîșneve (în ucraineană Вишневе) este un sat în comuna Verbivți din raionul Șepetivka, regiunea Hmelnîțkîi, Ucraina.

## Demografie
Componența lingvistică a localității Vîșneve
     Ucraineană (98,52%)
     Rusă (1,27%)
Conform recensământului din 2001, majoritatea populației localității Vîșneve era vorbitoare de ucraineană (98,52%), existând în minoritate și vorbitori de rusă (1,27%).